# Hash call
Ett hash call inom squaredansen är en av de två delarna i en dansomgång, även kallat tip. När callern genomför ett hash call, ropar han ut callen till musik utan att nödvändigtvis sjunga dem. I hashcallet brukar dansarna få utföra de flesta callen som tillhör den aktuella dansnivån på vilken de befinner sig. För att bilda återhämtningspauser i dansen återvänder damerna regelmässigt till sin partner efter ett antal call. Både i hash call och singing call, tippets andra del, ser callern till att herrarna alltid återvänder till sin utgångsposition, sitt "home place", medan damerna i singing call får byta partner tills de har kommit varvet runt och får återvända till sitt "home place" och sin ursprungspartner. På de högre nivåerna i squaredans, från A2 (Advanced) förekommer det på allmänna danser att dansarna kommer överens med callern att enbart dansa hashcall, eftersom det kan innebära större utmaningar och därför upplevs som roligare.